# Heinz Richter (Ingenieur)
Heinz Richter (* 2. November 1909 in Gehrden; † 14. Mai 1971 in Güntering (Seefeld)) war ein deutscher Ingenieur und Autor.

## Leben
Er verfasste mehrere technische Bastelbücher, die vor allem bei Jugendlichen Interesse für Elektrotechnik wecken sollten und ab Ende der 1940er Jahre veröffentlicht wurden.
Heinz Richter beendete sein Studium der Elektrotechnik am Oskar-von-Miller-Polytechnikum (heute Hochschule München) 1932 als Ingenieur. Er arbeitete danach am Forschungsinstitut für Flugfunk bei Max Dieckmann. Als Entwicklungsingenieur und Gruppenleiter meldete er mehrere Erfindungen zum Patent an.
Nach 1945 betätigte sich Heinz Richter freiberuflich als Schriftsteller und Redakteur. Für das Fachmagazin Funkschau verfasste er über mehrere Jahrzehnte hinweg zahlreiche Artikel. Gemeinsam mit Hanns Günther gab er bei der Franckh’schen Verlagshandlung mehrere Bücher über Funktechnik und Elektronik heraus. Seine Neubearbeitung des Buches Elektrotechnik für Jungen und besonders auch Radiobasteln für Jungen waren große Erfolge. In kurzer Zeit erscheinen viele Nachauflagen.
Ab Ende der fünfziger Jahre konzipierte er die ebenfalls beim Verlag Franckh-Kosmos erschienenen Kosmos Radio- und Elektronik-Experimentierkästen, beginnend mit der Serie Radio+Elektronik, und schließlich als eines seiner späten Werke das mehrteilige Lehrbaukastensystem Kosmos Elektronik-Labor X.

## Schriften
- Elektrotechnik für Jungen (1948)
- UKW-Technik und Frequenzmodulation (1949)
- Hilfsbuch für Kathodenstrahl-Oszillografie (1953)
- Radiobasteln für Jungen (1955)
- Transistor-Praxis (1956)
- Neues Bastelbuch für Radio und Elektronik (1957)
- Atomstrahlen Geigerzähler (1957)
- Praxis der Elektronik, Teil 1: Elektronik in Selbstbau und Versuch (1957)
- Praxis der Elektronik, Teil 2: Praktische Elektronik für jeden Beruf (1957)
- Das große Fernsteuerbuch
- Tonbandaufnahme für Alle
- Radiotechnik für Alle
- Radiopraxis für Alle (1961)
- Grundschaltungen der Radio-, Phono- und Fernsehtechnik (1961)
- Das große Transistorbastelbuch (1962)
- Fernsehen für alle
- Bastelbuch der Mini Elektronik (1969)
- Bastelbuch für Integrierte Schaltungen
- Schaltungsbuch der Transistortechnik
- Thyristoren und Triacs
- Farbfernsehen für Alle
- Impulspraxis
- Neue Schule der Radiotechnik und Elektronik